# Zoltán Szügyi
Zoltán Szügyi, madžarski general, * 8. februar 1896, † 23. november 1967.